# Charlie Kimball
Charlie Kimball (Chertsey, Inglaterra, 20 de fevereiro de 1985) é um piloto de automóveis anglo-americano. Atualmente ele disputa a temporada de 2014 da IndyCar Series pela equipe Novo Nordisk Chip Ganassi.

## Carreira

### Categorias de acesso
A carreira de Kimball em monopostos teve início em 2002, quando disputou o camepeonato americano de Fórmula Dodge, terminando a temporada na décima posição. No mesmo ano, ele venceu três etapas da Fórmula Ford organizada pelo Sports Car Club of America. Em 2004, passou a disputar o campeonato nacional de Fórmula Ford, terminando na terceira posição ao vencer duas provas e conseguir mais sete pódios. No mesmo ano, disputou a temporada de inverno da Fórmula Ford britânica, terminando também em terceiro, com uma vitória.
Em 2004, Kimball competiu na temporada regular da Fórmula Ford britânica pela Team JLR, terminando na quarta posição, com duas vitórias e onze pódios. Ao final do ano, disputou o tradicional Festival de Fórmula Ford, em Brands Hatch terminando na oitava posição. Seu desempenho lhe rendeu um lugar na equipe Carlin Motorsport, considerada de ponta, para disputar o Campeonato Britânico de Fórmula 3. Kimball venceu cinco provas e terminou com o vice-campeonato, atrás de seu companheiro de equipe, o português Álvaro Parente. Terminou na 12ª posição no Masters de Fórmula 3, disputado em Zandvoort, mas não completou o Grande Prêmio de Macau
Em 2006 o piloto assinou com a equipe francesa Signature-Plus para disputar a Fórmula 3 Euroseries, onde venceu uma etapa e terminou na décima-primeira posição. Novamente, disputou o Masters de Fórmula 3, terminando na nona colocação, e o Grande Prêmio de Macau, terminando em vigésimo primeiro.
Em 2007, passou para a Fórmula Renault 3.5, competindo pela equipe italiana Victory Engineering, ao lado do holandês Giedo van der Garde. Ele disputou 13 das 17 corridas previstas e ficou com a vigésima quarta posição, com sete pontos marcados. Sua saída da equipe aconteceu ao ser diagnosticado com Diabetes Tipo 1, quando precisou ser hospitalizado. Em 2008, Kimball voltou à Fórmula 3 Euroseries, disputando seis provas pela equipe Prema Powerteam. No final do ano, disputou a etapa holandesa da A1 Grand Prix pela equipe dos Estados Unidos.

### Indy Lights
Em 2009, Kimball voltou aos Estados Unidos para competir na Indy Lights pela recém-criada equipe PBIR. Segundo ele, o principal motivo para sua volta ao país foi poder aumentar a conscientização a respeito da diabetes. Em sua primeira temporada, terminou na décima colocação, tendo como melhor resultado um quarto lugar em Watkins Glen.
No ano seguinte, passou a correr pela AFS/Andretti Autosport. Apesar de não vencer nenhuma etapa, terminou cinco vezes no pódio e acabou a temporada na quarta posição, uma a menos que seu companheiro de equipe, o britânico Martin Plowman.

### IndyCar Series

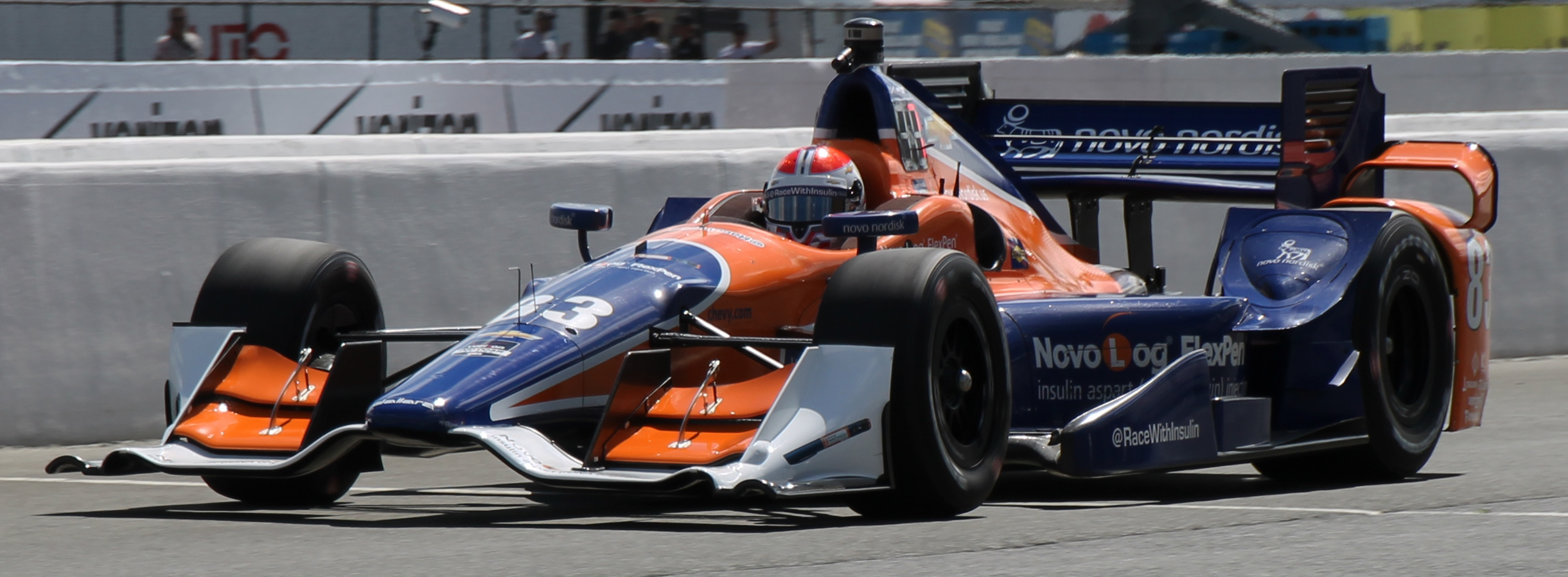
Carro de Charlie Kimball na IndyCar Series de 2015.

A equipe Chip Ganassi anunciou em dezembro de 2010 que disputaria a temporada seguinte da IndyCar Series com quatro carros, ao invés de dois, com Kimball se juntando aos veteranos Dario Franchitti e Scott Dixon e ao também recém-contratado Graham Rahal. Para controlar sua diabetes, seu carro conta com um medidor de glicose, que aponta os dados no visor do seu volante. No GP de Toronto de 2012|Honda Indy Toronto, Kimball conseguiu seu primeiro pódio na categoria, depois de um confuso fim de prova..